# Irdîn
Irdîn (în ucraineană Ірдинь) este o așezare de tip urban din raionul Cerkasî, regiunea Cerkasî, Ucraina. În afara localității principale, nu cuprinde și alte sate.

## Demografie
Componența lingvistică a așezării de tip urban Irdîn
     Ucraineană (95,52%)
     Rusă (4,1%)
     Alte limbi (0,29%)
Conform recensământului din 2001, majoritatea populației așezării de tip urban Irdîn era vorbitoare de ucraineană (95,52%), existând în minoritate și vorbitori de rusă (4,1%).